# Liste der Kelurahan der Stadt Pagar Alam

## Liste der Kelurahan
Die nachstehende Liste gibt den Einwohnerstand zum Jahresende 2022 (Semester II/2022) und genau ein Jahr später für alle Kelurahan in der Stadt Pagar Alam wieder. Binnen eines Jahres stieg die Bevölkerungszahl aller 35 Kelurahan um 2.617 Einwohner.
Neben der Fläche und den Einwohnerzahlen sind auch deren Zugehörigkeiten zu den Kecamatan aufgeführt, ebenso die errechneten Ergebnisse der Bevölkerungsdichte (in Einw. je km²) sowie des Geschlechterverhältnisses (Sex Ratio). Als erste Spalte ist der Strukturcode des indonesischen Innenministeriums angegeben. Er gibt gleichfalls Aufschluss über die Zugehörigkeit der Dörfer zu den übergeordneten Verwaltungsebenen: Die ersten drei Zahlenpärchen werden durch Punkte getrennt und geben die Provinz, den Regierungsbezirk (Kabupaten) und den Distrikt (Kecamatan) an. Als letztes folgt nach einem weiteren Trennungspunkt der vierstellige „Dorfcode“ – wobei städtisch geprägte Kelurahan immer mit 1 und „normale“ (ländliche) Desa mit einer 2 beginnen. Die Statistikseiten von BPS (Badan Pusat Statistik) verwenden eine andere Nomenklatur, auf die hier nicht näher eingegangen werden soll, da sie nur bei den Volkszählungen Anwendung findet.
Wie bei vorstehender Tabelle entstammen alle Daten der Fortschreibung durch die örtlichen Zivilregistrierungsbüros (Disdukcapil).
| Struktur- code | Kecamatan            | Kelurahan         | Bevölkerung am Jahresende 2022 | Bevölkerung am Jahresende 2022 | Bevölkerung am Jahresende 2022 | Bevölkerung am Jahresende 2022 | Bevölkerung am Jahresende 2023 | Bevölkerung am Jahresende 2023 | Bevölkerung am Jahresende 2023 | Bevölkerung am Jahresende 2023 | Bevölkerung am Jahresende 2023 |
| Struktur- code | Kecamatan            | Kelurahan         | Fläche (km²)                   | Gesamt                         | männlich                       | weiblich                       | Gesamt                         | männlich                       | weiblich                       | Dichte                         | Sex Ratio 1                    |
| -------------- | -------------------- | ----------------- | ------------------------------ | ------------------------------ | ------------------------------ | ------------------------------ | ------------------------------ | ------------------------------ | ------------------------------ | ------------------------------ | ------------------------------ |
| 16.72.01.1001  | Pagar Alam Utara     | Sukorejo          | 0,19                           | 6.002                          | 3.025                          | 2.977                          | 5.908                          | 2.986                          | 2.922                          | 31.094,7                       | 102,19                         |
| 16.72.01.1002  | Pagar Alam Utara     | Bangun Rejo       | 0,84                           | 7.187                          | 3.652                          | 3.535                          | 7.373                          | 3.745                          | 3.628                          | 8.777,4                        | 103,22                         |
| 16.72.01.1005  | Pagar Alam Utara     | Pagar Alam        | 1,29                           | 8.418                          | 4.324                          | 4.094                          | 8.724                          | 4.483                          | 4.241                          | 6.762,8                        | 105,71                         |
| 16.72.01.1007  | Pagar Alam Utara     | Alun Dua          | 6,08                           | 3.414                          | 1.804                          | 1.610                          | 3.486                          | 1.835                          | 1.651                          | 573,4                          | 111,14                         |
| 16.72.01.1014  | Pagar Alam Utara     | Selibar           |                                | 3.928                          | 1.986                          | 1.942                          | 4.037                          | 2.058                          | 1.979                          |                                | 103,99                         |
| 16.72.01.1016  | Pagar Alam Utara     | Beringin Jaya     |                                | 5.370                          | 2.727                          | 2.643                          | 5.459                          | 2.747                          | 2.712                          |                                | 101,29                         |
| 16.72.01.1018  | Pagar Alam Utara     | Dempo Makmur      |                                | 3.809                          | 1.935                          | 1.874                          | 3.864                          | 1.967                          | 1.897                          |                                | 103,69                         |
| 16.72.01.1019  | Pagar Alam Utara     | Kuripan Babas     |                                | 2.563                          | 1.289                          | 1.274                          | 2.599                          | 1.322                          | 1.277                          |                                | 103,52                         |
| 16.72.01.1020  | Pagar Alam Utara     | Bangun Jaya       |                                | 2.067                          | 1.011                          | 1.056                          | 2.041                          | 1.002                          | 1.039                          |                                | 96,44                          |
| 16.72.01.1021  | Pagar Alam Utara     | Curup Jare        |                                | 2.560                          | 1.317                          | 1.243                          | 2.675                          | 1.376                          | 1.299                          |                                | 105,93                         |
| 16.72.02.1003  | Pagar Alam Selatan00 | Sidorejo          | 0,37                           | 7.448                          | 3.810                          | 3.638                          | 7.431                          | 3.796                          | 3.635                          | 20.083,8                       | 104,43                         |
| 16.72.02.1004  | Pagar Alam Selatan00 | Nendagung         | 0,81                           | 10.502                         | 5.313                          | 5.189                          | 10.725                         | 5.437                          | 5.288                          | 13.240,7                       | 102,82                         |
| 16.72.02.1005  | Pagar Alam Selatan00 | Gunung Dempo      | 2,01                           | 2.183                          | 1.133                          | 1.050                          | 2.043                          | 1.062                          | 981                            | 1.016,4                        | 108,26                         |
| 16.72.02.1018  | Pagar Alam Selatan00 | Tebat Giri Indah  |                                | 6.894                          | 3.515                          | 3.379                          | 7.024                          | 3.582                          | 3.442                          |                                | 104,07                         |
| 16.72.02.1019  | Pagar Alam Selatan00 | Tumbak Ulas       |                                | 8.432                          | 4.296                          | 4.136                          | 8.579                          | 4.362                          | 4.217                          |                                | 103,44                         |
| 16.72.02.1020  | Pagar Alam Selatan00 | Ulu Rurah         |                                | 5.246                          | 2.612                          | 2.634                          | 5.575                          | 2.790                          | 2.785                          |                                | 100,18                         |
| 16.72.02.1021  | Pagar Alam Selatan00 | Tanjung Agung     |                                | 2.839                          | 1.412                          | 1.427                          | 2.839                          | 1.413                          | 1.426                          |                                | 99,09                          |
| 16.72.02.1022  | Pagar Alam Selatan00 | Besemah Serasan00 |                                | 7.126                          | 3.597                          | 3.529                          | 7.302                          | 3.699                          | 3.603                          |                                | 102,66                         |
| 16.72.03.1006  | Dempo Utara          | Jangkar Mas       | 52,09                          | 2.456                          | 1.264                          | 1.192                          | 2.478                          | 1.273                          | 1.205                          | 47,6                           | 105,64                         |
| 16.72.03.1012  | Dempo Utara          | Bumi Agung        |                                | 3.745                          | 1.961                          | 1.784                          | 3.801                          | 1.994                          | 1.807                          |                                | 110,35                         |
| 16.72.03.1019  | Dempo Utara          | Muara Siban       |                                | 3.334                          | 1.723                          | 1.611                          | 3.429                          | 1.763                          | 1.666                          |                                | 105,82                         |
| 16.72.03.1022  | Dempo Utara          | Agung Lawangan    |                                | 5.307                          | 2.714                          | 2.593                          | 5.431                          | 2.773                          | 2.658                          |                                | 104,33                         |
| 16.72.03.1023  | Dempo Utara          | Pagar Wangi       |                                | 3.733                          | 1.898                          | 1.835                          | 3.777                          | 1.912                          | 1.865                          |                                | 102,52                         |
| 16.72.03.1024  | Dempo Utara          | Burung Dinang     |                                | 2.188                          | 1.115                          | 1.073                          | 2.240                          | 1.150                          | 1.090                          |                                | 105,50                         |
| 16.72.03.1025  | Dempo Utara          | Rebah Tinggi      |                                | 2.519                          | 1.285                          | 1.234                          | 2.550                          | 1.312                          | 1.238                          |                                | 105,98                         |
| 16.72.04.1002  | Dempo Selatan        | Lubuk Buntak      | 67,93                          | 2.140                          | 1.121                          | 1.019                          | 2.148                          | 1.114                          | 1.034                          | 31,6                           | 107,74                         |
| 16.72.04.1018  | Dempo Selatan        | Prahu Dipo        |                                | 2.733                          | 1.386                          | 1.347                          | 2.794                          | 1.425                          | 1.369                          |                                | 104,09                         |
| 16.72.04.1020  | Dempo Selatan        | Kance Diwe        |                                | 2.510                          | 1.315                          | 1.195                          | 2.525                          | 1.320                          | 1.205                          |                                | 109,54                         |
| 16.72.04.1021  | Dempo Selatan        | Atung Bungsu      |                                | 3.439                          | 1.800                          | 1.639                          | 3.506                          | 1.838                          | 1.668                          |                                | 110,19                         |
| 16.72.04.1022  | Dempo Selatan        | Penjalang         |                                | 2.671                          | 1.399                          | 1.272                          | 2.711                          | 1.423                          | 1.288                          |                                | 110,48                         |
| 16.72.05.1001  | Dempo Tengah         | Karang Dalo       | 4,29                           | 3.890                          | 2.025                          | 1.865                          | 4.016                          | 2.096                          | 1.920                          | 936,1                          | 109,17                         |
| 16.72.05.1003  | Dempo Tengah         | Pelang Kenidai    | 13,07                          | 3.061                          | 1.561                          | 1.500                          | 3.155                          | 1.606                          | 1.549                          | 241,4                          | 103,68                         |
| 16.72.05.1008  | Dempo Tengah         | Jokoh             |                                | 3.030                          | 1.572                          | 1.458                          | 3.070                          | 1.593                          | 1.477                          |                                | 107,85                         |
| 16.72.05.1011  | Dempo Tengah         | Padang Temu       |                                | 2.907                          | 1.502                          | 1.405                          | 2.937                          | 1.532                          | 1.405                          |                                | 109,04                         |
| 16.72.05.1012  | Dempo Tengah         | Candi Jaya        |                                | 2.613                          | 1.352                          | 1.261                          | 2.629                          | 1.361                          | 1.268                          |                                | 107,33                         |
| 16.72          | Kota Pagar Alam      | Kota Pagar Alam   | 625,91                         | 148.264                        | 75.751                         | 72.513                         | 150.881                        | 77.147                         | 73.734                         |                                | 104,63                         |